# Takhemaret
Takhemaret (în arabă تاخمرت) este o comună din provincia Tiaret, Algeria.
Populația comunei este de 34.124 locuitori (2008).